# جبل مرشانة
جبل مرشانة جبل يقع بشمال شرقي الجمهورية التونسية، شمال شرقي مدينة زغوان وجنوب غربي مدينة قرمبالية. يبلغ ارتفاعه 506 م.
1. 1 2  وصلة مرجع: https://www.protectedplanet.net/15210. الوصول: 22 فبراير 2023.